# Debreceni trónfosztás
A debreceni trónfosztás az 1848–49-es forradalom és szabadságharc 1849. április 14-én lezajló eseménye. Ezen a napon mondta ki a debreceni országgyűlés a Habsburg-Lotharingiai-ház trónfosztását, amelyet öt nappal később a Függetlenségi Nyilatkozat kiadásával erősített meg.

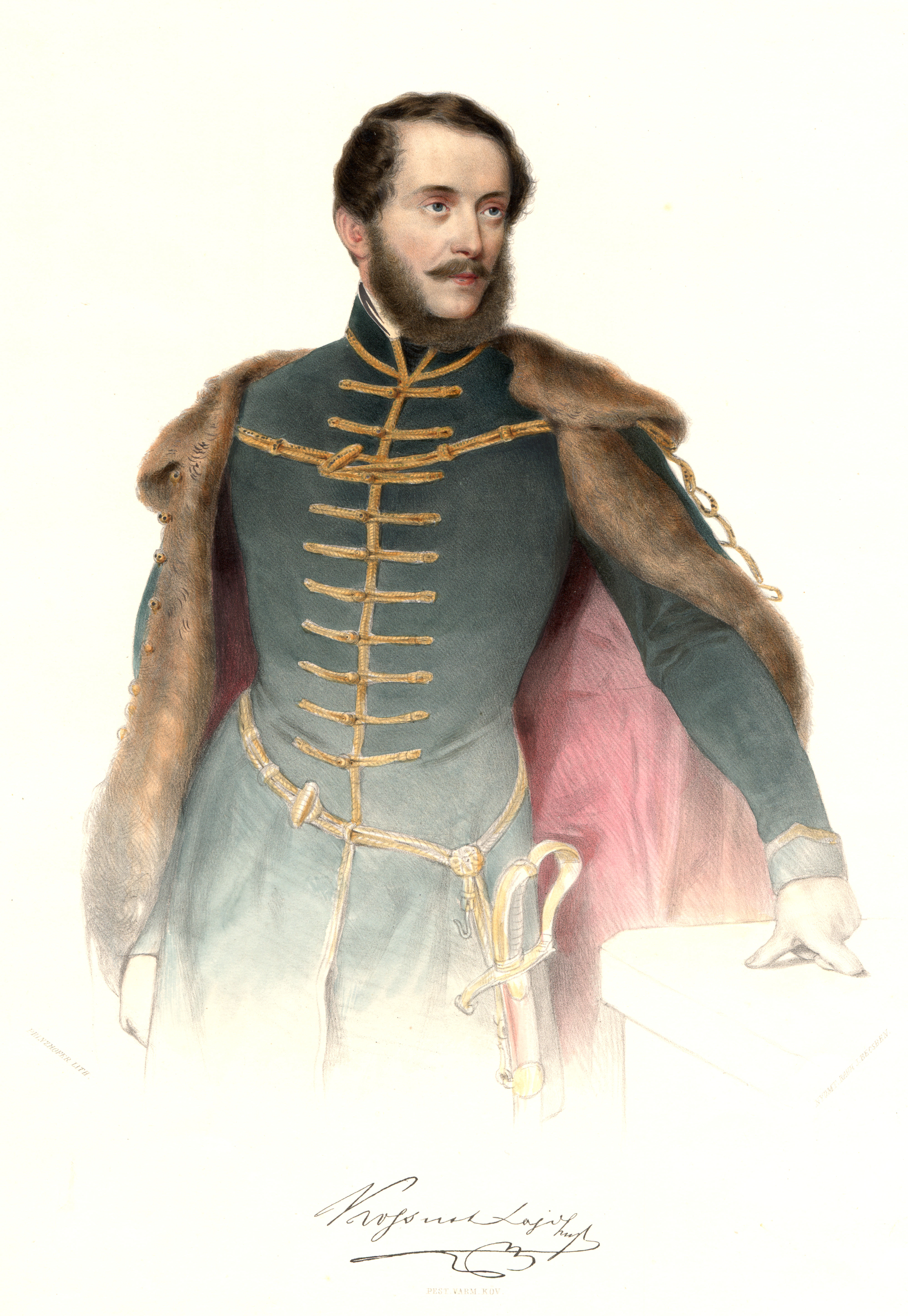
Kossuth Lajos kormányzó

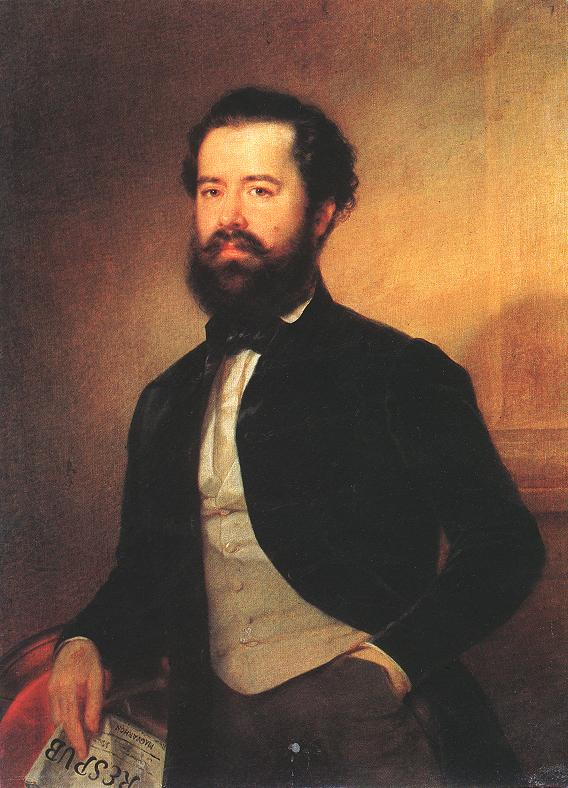
Szemere Bertalan miniszterelnök

Mivel a schwechati csatavesztés után, az országgyűlés nem tartotta megoldhatónak Pest-Buda védelmét, így a főváros visszafoglalásáig 1849. január elejétől május 31-éig Debrecenben ülésezett az országgyűlés. Miközben folytak a fegyveres harcok, Debrecenben sorsdöntő politikai elhatározás született meg. A magyar országgyűlésnek méltó választ kellett adni az olmützi alkotmányra. Az 1849. április 14-én a debreceni Nagytemplomban ülésező kibővített országgyűlés másodszor mondta ki a Habsburg-ház trónfosztását. Ugyanezen a napon Kossuth Lajost kormányzó elnökké választották. A függetlenségi nyilatkozat lehetőséget adott arra, hogy Magyarországon a törvényes hatalom helyreálljon. Az újra megalakult kormány miniszterelnöke Szemere Bertalan lett.
„A Habsburg-Lothringeni ház a magyar nemzet elleni árulása, hitszegése és fegyvert fogása által,
nemkülönben azon merény által, miszerint az ország területi épségének eldarabolását,
Erdélynek és Horvátországnak Magyarországtól elszakítását, és az ország önálló statuséletének eltörlését
fegyveres erőszakkal megkísérteni,
evégett idegen hatalom fegyveres erejét is a nemzet legyilkolására használni nem iszonyodott […]
ezen hitszegő Habsburgi-, s utóbb Habsburg-Lothringeni ház Magyarország […] feletti
uralkodásból ezennel a nemzet nevében örökre kizáratik, kirekesztetik […]
s az ország területéről s minden polgári jogok élvezetéből számkivettetik.”

## Előzmények
V. Ferdinánd király 1848-ban Olmütz (magyarosan Alamóc) városban mondott le unokaöccse, Ferenc József főherceg javára. Mindezt azért tette, mert a Habsburgoknak nem volt érdeke, hogy V. Ferdinánd legyen a király. Mivel V. Ferdinánd szentesítette az áprilisi törvényeket, az ő keze "meg volt kötve". De Ferenc József már szabadon cselekedhetett, őt nem kötötték a törvények, így nem követett el törvénysértést, amikor leverte a szabadságharcot. Rendelkezéseinek éle különösen a „lázadó” magyarok ellen irányult: a Szent Korona országait felosztotta Magyar Királyságra, Erdélyi Fejedelemségre – az uniót Erdéllyel semmisnek nyilvánítva, – katonai határőrvidékre és Dalmát–Horvát–Szlovén Királyságra. A császári házhoz lojális Horvátország pedig Dalmácia mellett megkapta a Magyar Királyságtól elvett Fiume kikötővárost is.
Az olmützi alkotmány kiadásával (mely valójában nem lépett életbe, hiszen bevezetését a szabadságharc utánra halasztották), kizárta azt, hogy a két fél - az V. Ferdinánd király helyett a magyar fél szerint trónbitorló Ferenc József főherceg kompromisszumosan meg tudjon egyezni.
A tavaszi hadjárat sikere után egy alapvető politikai probléma merült fel. A kérdés az volt, hogy vajon mi a célja az egész szabadságharcnak. Valamint az is felmerült, hogy milyen egyértelmű választ adjanak az olmützi alkotmányra. Abban minden érdekelt fél egyetértett, hogy ezt az alkotmányt el kell utasítani, de annak módjában voltak véleménykülönbségek.

## A trónfosztás lebonyolítása
Kossuth Lajosnak az 1849. március 4-i megalázó olmützi alkotmányra született meg válaszként a Függetlenségi nyilatkozat. Már április 12-én előterjesztette tervét az Országos Honvédelmi Bizottmánynak, de annak tagjai nem voltak elragadtatva az ötlettől. Kossuth azonban az országgyűléstől várt jelentős támogatást, így az április 13-án tartott zárt országgyűlési ülésen indítványozta az ország függetlenségének kimondását és a Habsburg–Lotaringiai-ház trónfosztását, ám ekkor még nem sikerült meggyőznie a képviselőket.
Az országgyűlés másnap, április 14-én nyílt ülést tartott, melynek kezdetén egy román képviselő azt javasolta: a nagy ünnepélyességre való tekintettel ne a református kollégium nagytermében, hanem a Nagytemplomban üljenek össze. Miután a ház elfogadta az indítványt, Kossuth egy inkább népgyűlésre emlékeztető országgyűlésben terjesztette elő a Magyarország függetlenségének kimondásáról és a Habsburg–Lotaringiai-ház trónfosztásáról szóló határozat tervezetét. A tömeg lelkesedése gyorsan elvette a határozat ellenzőinek bátorságát. A javaslatot végül a képviselők közfelkiáltással, s nem szavazással fogadták el. Az országgyűlés egyben kormányzóelnökké, ideiglenes államfővé választotta Kossuthot.
A döntéseket megfogalmazó Függetlenségi nyilatkozatot, mely nagyrészt Kossuth munkája volt, április 19-én A' magyar nemzet függetlenségi nyilatkozata címmel tették végleges szövegezésben és nyomtatásban közzé, amelyet a magyar nemzet törvényesen egybegyűlt főrendei és képviselői nevében báró Perényi Zsigmond, a felsőház másod-elnöke, Almásy Pál, a képviselőház elnöke, és Szacsvay Imre, mint az országgyűlés jegyzője írtak alá.

## A trónfosztás következményei
A trónfosztással Kossuthnak határozott célja volt, de ezek nem valósultak meg. A szabadságharc vezérét gyakorlatilag ugyanaz a szándék vezérelte, mint II. Rákóczi Ferencet: abban bízott, hogy a független Magyarország támogatást, de legalább elismerést kap majd a nagyhatalmaktól. Várakozásai azonban nem valósultak meg, mivel a brit és francia diplomácia számára az európai egyensúly megtartása jóval fontosabb volt a magyar ügynél, így ezek az államok az egységes Ausztriát részesítették előnyben a térség politikai viszonyainak újragondolása helyett. Hasonlóan vélekedett I. Miklós orosz cár is, aki később fegyverrel támogatta Ferenc József császárt a szabadságharc leverésében.

## Külső hivatkozások
- Rubicon - 1849. április 14. | Debrecenben kimondják a Habsburg-Lotharingiai-ház trónfosztását
- A Függetlenségi nyilatkozat eleje, hasonmás Archiválva 2009. május 28-i dátummal a Wayback Machine-ben
- A Függetlenségi nyilatkozat vége aláírásokkal, hasonmás Archiválva 2009. június 1-i dátummal a Wayback Machine-ben
- A Nyilatkozat teljes szövege
- Múlt-kor történelmi portál
- Az 1848/49-es szabadságharc és forradalom eseményei